# Xenomeris abietis
Xenomeris abietis är en svampart som beskrevs av M.E. Barr 1968. Xenomeris abietis ingår i släktet Xenomeris, ordningen Capnodiales, klassen Dothideomycetes, divisionen sporsäcksvampar och riket svampar.   Inga underarter finns listade i Catalogue of Life.